# Federico Nieto
Federico Gastón Nieto (Buenos Aires, 26 de agosto de 1983) é um futebolista argentino que atualmente joga pelo Deportivo Quito.

## Carreira
Ele já jogou pelo Almagro, com um período de empréstimo no clube escocês do Rangers em 2005, onde marcou três vezes, uma vez que no campeonato contra o Dunfermline e duas vezes contra o Clyde na Taça da Liga.
Em 2007, Nieto voltou à Argentina para jogar no Huracán, em 2008 ele se juntou Banfield e em janeiro de 2009 ele foi emprestado de volta ao Huracán , onde foi membro da equipe que terminou em 2 º lugar no Clausura 2009 Torneo.
Em 2009 ele se juntou a Colón de Santa Fe, onde começou bem, com quatro gols em seus primeiros seis jogos com o clube. 
Em julho de 2010 foi contratado pelo Atlético-PR. Na temporada de 2010 ele não se firmou no time, marcou apenas um gol, e sofreu contusões que o afastaram dos jogos. Em 2011 seu perfil perante o time mudou, lentamente foi assumindo a condição de titular, e em sete jogos marcou a impressionante média de um por jogo. Os sete gols o fizeram o segundo artilheiro do time, superado apenas por  Paulo Baier. em janeiro de 2013, se desvinculou do time B do Atlético Paranaense, para defender o Deportivo Quito .